# Кяхтинский договор (1915)
Кя́хтинский догово́р — договор, подписанный 25 мая (7 июня) 1915 года) в Кяхте представителями Монголии, России и Китая, в соответствии с которым Внешняя Монголия признавалась автономной частью Китая.

## Предыстория
В 1911 году в Цинской империи, в состав которой тогда входила Монголия, началась революция, приведшая к развалу империи и провозглашению Китайской республики. Воспользовавшись ситуацией, Внешняя Монголия провозгласила независимость, при этом монголы опирались на поддержку России. 21 октября (3 ноября) 1912 года в Урге было подписано монгольско-российское соглашение — напрямую (минуя Китайскую республику, которую Россия тогда ещё не признала), закрепившее привилегии и преференции России: свободу передвижения, торговли, банковской деятельности, необходимость согласия правительства России на положение возможного в будущем отдельного договора Монголии с Китаем или другими иностранными государствами, нарушающие настоящий договор, и относили Китай к зарубежным странам.
Пришедшее к власти в Китае правительство Юань Шикая, претендуя на все территории, ранее входившие в империю Цин, отказалось признать независимость Монголии. В 1913 году была подписана «Китайско-российская декларация», Россия и Китай обменялись нотами, по которым Монголия признавалась автономией при сюзеренитете Китая. Монголы не признали эти документы. Начались длительные переговоры, в которых со стороны России ключевой фигурой был И. Я. Коростовец. В итоге, в 1915 году в Кяхте было подписано трёхстороннее компромиссное соглашение, по которому Монголия признавалась автономией при сюзеренитете Китая.

## Содержание договора
Монголия признавала Китайско-российскую декларацию 1913 года и ноты между Россией и Китаем от 23 октября 1913 года (ст. 1), автономию Внешней Монголии в составе Китая на основе его сюзеренитета (ст. 2), отказывалась от права заключения международных договоров, касающихся политических и территориальных вопросов (ст. 3), использование китайского календаря наравне с монгольским (ст. 4), за Монголией признавалось исключительное право ведать своими внутренними делами и заключать международные договоры по торговле и промышленности (ст. 5), Россия и Китай обязывались не вмешиваться во внутреннее управление и строй Внешней Монголии (ст. 6), численность конвоев в Урге при китайском сановнике определялась в 200 человек (ст. 7), при русском представителе — 150 человек (ст. 8), китайских и русских конвоев при чиновниках, направляемых в другие местности — по 50 человек (ст. 7 и 8), равные права китайского и российского представителя на частные аудиенции у Богдо-гэгэна (ст.19), надзор китайских представителей за выполнением китайских сюзеренных прав во Внешней Монголии (ст. 10), территориальное устройство Внешней Монголии и её разграничение с Китаем (ст. 11), таможенные установления (ст. 12), судебные установления (ст. 13—16), собственность на телеграфную линию Кяхта — Урга — Калган (ст. 17), сохранение почты на прежних основаниях (ст. 18), отвод помещений и земли для китайских представителей (ст. 19), пользование их почтовыми станциями (ст. 20), аутентичность текстов на русском, монгольском, китайском и французском языках, из которых руководствоваться надо французским (ст. 22). Для демаркации границы и обсуждения подробностей использования телеграфа было уговорено собрать две особые комиссии из российских, китайских и внешнемонгольских представителей.

## Итоги и последствия
Хотя в договоре 1915 года был зафиксирован автономный статус Монголии, она сохранила свою государственность.
Гражданская война в России ослабила русское влияние в Монголии и уже в 1918 году в Ургу, по просьбе части членов монгольского руководства, прибыл небольшой китайский отряд. Часть монгольской знати, недовольная правительством Богдо-хана, всё больше симпатизировала возвращению прямого китайского управления Халхой. В октябре 1919 года Монголия была оккупирована войсками Сюй Шучжэна в нарушение Кяхтинского договора. 22 ноября 1919 года президент Китайской республики Сюй Шичан денонсировал Кяхтинский договор и в одностороннем порядке объявил Монголию в составе Китая. В 1921 году барон Р. Ф. Унгерн разбил оккупационные китайские войска и освободил Внешнюю Монголию от власти Китая.